# Andrejeuka (rejon oktiabrski)
Andrejeuka (biał. Андрэеўка; ros. Андреевка, Andriejewka; pol. hist. Andrzejówka) – wieś na Białorusi, w obwodzie homelskim, w rejonie oktiabrskim, w sielsowiecie Krasnaja Słabada, nad Oressą.

## Historia
W XIX i w początkach XX w. zaścianek położony w Rosji, w guberni mińskiej, w powiecie bobrujskim, w gminie Rudobiełka. Zamieszkały był wówczas przez polską szlachtę. Swoje majątki mieli tu Baranowscy, Sawiccy, Sarnaccy i Syćkowie.
Po I wojnie światowej pod administracją polską, w Zarządzie Cywilnym Ziem Wschodnich, w okręgu mińskim, w powiecie bobrujskim. W wyniku postanowień traktatu ryskiego znalazła się w granicach Związku Sowieckiego. Od 1991 w niepodległej Białorusi.